# Aat Nederlof
Adriaan (Aat) Nederlof (Vlaardingen, 19 september 1970 – Amsterdam, 12 april 2021) was een Nederlands acteur. Hij was een van de bekendste Nederlandse acteurs met het syndroom van Down. Hij was een broer van actrice Joan Nederlof.

## Biografie
Nederlof werd in 1970 geboren in Vlaardingen met een lichte vorm van het syndroom van Down. Naar het voorbeeld van zijn zus Joan Nederlof wilde hij graag acteur worden, maar hij werd niet toegelaten op de toneelschool.
In 1991 maakte hij zijn filmdebuut in Tadzio, een korte film van fotograaf Erwin Olaf, met onder andere Arjan Ederveen en Theo van Gogh. Hierna volgden rollen in Iris en 12 steden, 13 ongelukken. In 1993 had hij een terugkerende rol in Medisch Centrum West, waar hij naast zijn zus speelde. Ook in Baantjer, de aflevering De moord op de barmhartige en Hertenkamp speelde hij met haar. In 1997 maakte hij zijn debuut op het toneel in Fly away een revueachtige voorstelling van Arjan Ederveen.
In 2000 won de aflevering Alle Menschen werden Brüder uit de serie All Stars, waarin Nederlof speelde, een Emmy Award. Hetzelfde jaar speelde hij in een speciaal voor hem geschreven toneelversie van Hamlet, van de hand van Don Duyns. In deze voorstelling, Aat's Hamlet speelde hij onder andere naast Carice van Houten en Alex Klaasen. In 2007 bewerkte Duyns De Odyssee voor Nederlof, dat onder de titel Aat's Odyssee in het theater kwam. Hier speelde hij samen met Truus te Selle. Hiernaast speelde hij gastrollen in de televisieseries Toen was geluk heel gewoon, Voetbalvrouwen en Flikken Maastricht.
In 1985 schreef Nederlofs moeder, Anna Nederlof, een boek over Aat, getiteld Aatje - leven met een verstandelijk gehandicapt kind, dat werd uitgegeven door Leopold. In 1996 maakte ze een vervolg hierop, getiteld Aat - een verstandelijk gehandicapte op weg naar zelfstandigheid dat werd uitgegeven door Ambo.
Nederlof overleed op 50-jarige leeftijd aan een hersenbloeding.

## Filmografie
- Tadzio (1991)
- Iris (1992; 3 afleveringen) - Dirkje
- 12 steden, 13 ongelukken (1992, 1993; 2 afleveringen) - Jos Vinkers, Ian
- Medisch Centrum West (1994; 2 afleveringen) - Jeroen de Graaf
- Goede tijden, slechte tijden (1997) - jongen met hond
- Baantjer (1997; aflevering De moord op de barmhartige) - Andy
- Hertenkamp (1998) - Clarc
- All Stars (1999; aflevering Alle Menschen werden Brüder) - aanvoerder Duits elftal
- Toen was geluk heel gewoon (2001; aflevering De jukebox) - Joost
- Voetbalvrouwen (2008; aflevering Vechten voor geluk) - Ron Reitsema
- Flikken Maastricht (2011; aflevering Verzorgd) - Melgor Aarts

## Theater
- Fly away (1997; regie Arjan Ederveen)
- Aat's Hamlet (2000; regie en tekst Don Duyns)
- Bobbie (2003; regie Helmert Woudenberg)
- Sneeuwwitje en de zeven caravans (2004; regie en tekst Sanne Vogel)
- Aat's Odyssee (2006; tekst Don Duyns, regie Jeroen Kriek)
- Heel zachtjes aanraken (2009; tekst Haye van der Heyden, regie Nard Verdonschot)

## Boeken over Nederlof
- Anna Nederlof - Aatje - leven met een verstandelijk gehandicapt kind (1985; Leopold)
- Anna Nederlof - Aat - een verstandelijk gehandicapte op weg naar zelfstandigheid (1996; Ambo)